# Конуксевер, Семиха
Семиха́ Конуксеве́р (тур. Semiha Konuksever; род. 6 января 1995) — турецкая кёрлингистка.
В составе женской сборной Турции участница чемпионатов Европы. В составе смешанной сборной Турции участница чемпионатов мира.
В «классическом» кёрлинге (команда из четырёх человек одного пола) в основном играет на позициях второго и третьего.

## Достижения
- Первенство Европы по кёрлингу среди юниоров: серебро (2015).

## Команды
| Сезон                                          | Четвёртый        | Третий            | Второй            | Первый            | Запасной                                               | Турниры              |
| ---------------------------------------------- | ---------------- | ----------------- | ----------------- | ----------------- | ------------------------------------------------------ | -------------------- |
| 2013                                           | Дильшат Йылдыз   | Семиха Конуксевер | Burcak Sehitoglu  | Zeynep Özmen      | Burcu Korucu тренер: Celal Cuneyt Isgor                | ПЕЮ 2013 (5 место)   |
| 2014                                           | Дильшат Йылдыз   | Семиха Конуксевер | Burcak Sehitoglu  | Burcu Korucu      | Beyzanur Konuksever тренер: Gerry "Soupy" Campbell     | ПЕЮ 2014 (7 место)   |
| 2014—15                                        | Ознур Полат      | Дильшат Йылдыз    | Семиха Конуксевер | Айше Гёзюток      | Ozlem Polat тренер: Ozlem Polat                        | ЧЕ 2014 (15 место)   |
| 2015                                           | Дильшат Йылдыз   | Семиха Конуксевер | Feyza Konuksever  | Berivan Polat     | Zeynep Özmen тренеры: Sadik Topaloglu, Даниэль Рафаэль | ПЕЮ 2015             |
| 2015—16                                        | Дильшат Йылдыз   | Ознур Полат       | Семиха Конуксевер | Айше Гёзюток      | тренер: Фатих Агдуман                                  | ЧЕ 2015 (15 место)   |
| 2016                                           | Дильшат Йылдыз   | Семиха Конуксевер | Berivan Polat     | Михрибан Полат    | тренер: Fatih Isik                                     | ЧМЮ 2016 (8 место)   |
| 2016—17                                        | Дильшат Йылдыз   | Ознур Полат       | Семиха Конуксевер | Айше Гёзюток      | тренер: Фатих Агдуман                                  | ЧЕ 2016 (12 место)   |
| 2017—18                                        | Дильшат Йылдыз   | Ознур Полат       | Семиха Конуксевер | Айше Гёзюток      | тренер: Sadik Topaloglu                                | ЧЕ 2017 (9 место)    |
| 2018—19                                        | Дильшат Йылдыз   | Ознур Полат       | Семиха Конуксевер | Ozlem Polat       | Beyzanur Konuksever                                    | ЧЕ 2018 (13 место)   |
| 2019—20                                        | Дильшат Йылдыз   | Ознур Полат       | Семиха Конуксевер | Михрибан Полат    | Ozlem Polat тренеры: Sadik Topaloglu, Тони Заммейк     | ЧЕ 2019 (12 место)   |
| Кёрлинг среди смешанных команд (mixed curling) |                  |                   |                   |                   |                                                        |                      |
| 2015—16                                        | Алиджан Караташ  | Дильшат Йылдыз    | Билал Омер Чакыр  | Семиха Конуксевер | тренер: Фатих Агдуман                                  | ЧМСК 2015 (16 место) |
| 2017—18                                        | Дильшат Йылдыз   | Алиджан Караташ   | Семиха Конуксевер | Орхун Юдже        | тренер: Sadik Topaloglu                                | ЧМСК 2017 (5 место)  |
| 2018—19                                        | Билал Омер Чакыр | Ознур Полат       | Огузхан Каракурт  | Семиха Конуксевер | тренер: Ахмет Челик                                    | ЧМСК 2018 (5 место)  |

(скипы выделены полужирным шрифтом)